# Lufthansa City Airlines
Lufthansa City Airlines – niemiecka regionalna linia lotnicza z siedzibą w Monachium.
Linia została założona przez grupę Lufthansy w 2022, z którą jest całkowicie zintegrowana. Dedykowana jest do realizacji krótkodystansowych połączeń krajowych i europejskich. Pierwsze loty ze swojego monachijskiego hubu przewoźnik wykonał wiosną 2024. 

## Flota

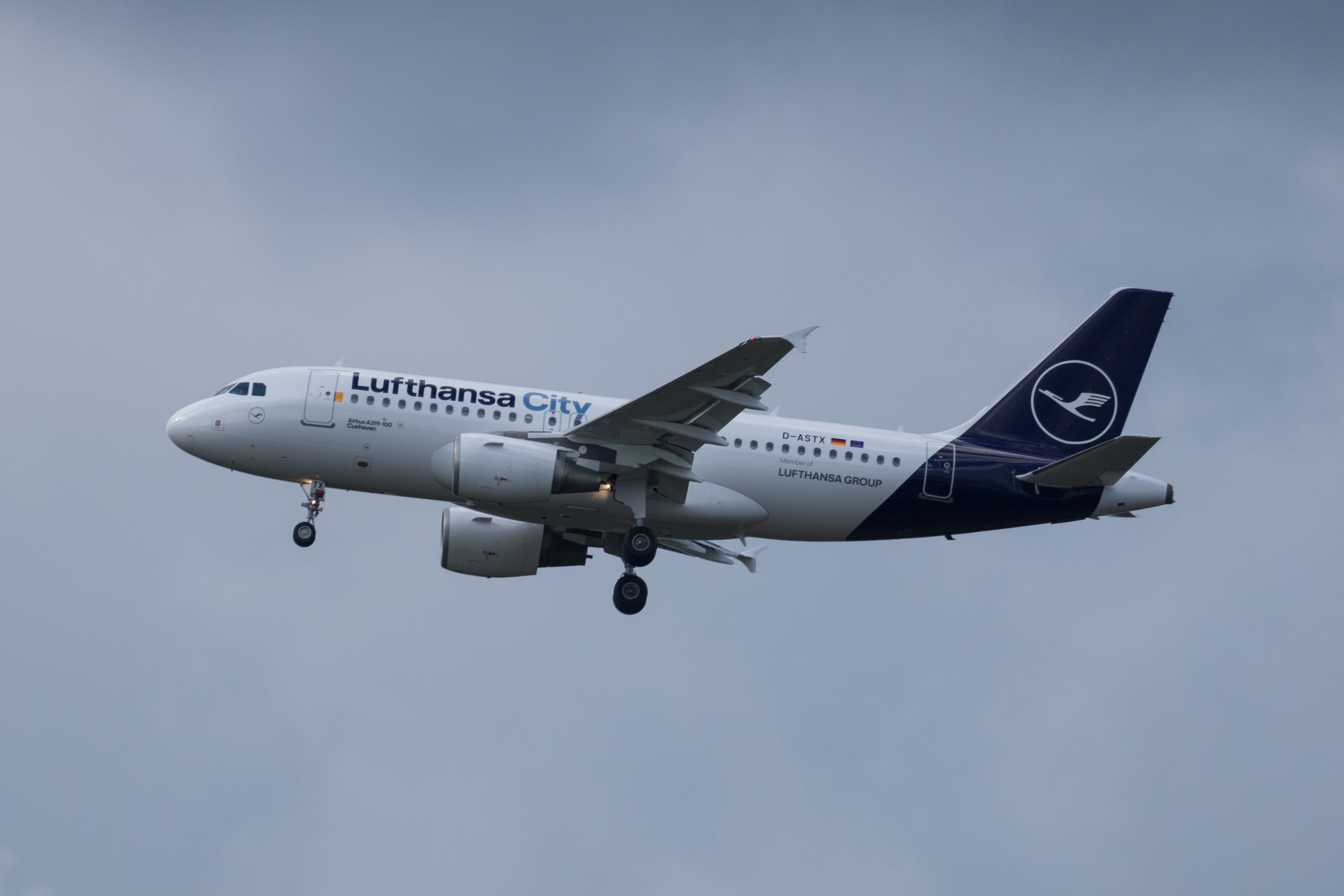
Airbus A319 należący do Lufthansa City Airlines

Według stanu na sierpień 2025 flota Lufthansa City Airlines składała się z 10 samolotów o średnim wieku 7,9 lat:
| Samolot         | Samolot | Samolot   | Liczba miejsc | Uwagi |
| Model           | Aktywne | Zamówione | Liczba miejsc | Uwagi |
| --------------- | ------- | --------- | ------------- | ----- |
| Airbus A319-100 | 4       | –         | 150           |       |
| Airbus A320neo  | 7       | 4         | 180           |       |
| Łącznie         | 11      | 4         |               |       |